# Donald McHenry

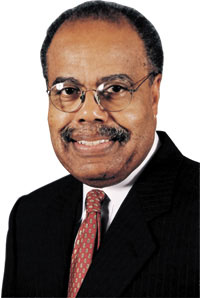
Donald McHenry

Donald Franchot McHenry, född 13 oktober 1936 i Saint Louis, Missouri, är en amerikansk diplomat. Han var USA:s FN-ambassadör 1979-1981. Han var den andra afroamerikanen på den posten.
McHenry avlade 1957 sin grundexamen vid Illinois State University. Han avlade 1959 sin master vid Southern Illinois University Carbondale.
McHenry efterträdde 1979 Andrew Young som FN-ambassadör. Han innehade tjänsten fram till slutet av Jimmy Carters mandatperiod som USA:s president.